# Arrhopalites karabiensis
Arrhopalites karabiensis  (лат.) — вид троглобионтных бескрылых коллембол из семейства Arrhopalitidae. Пещеры Крыма. Длина шаровидно-овального тела около 1 мм (самки до 1,2 мм, самцы — 0,8 мм). Тело непигментированное. Число глазков редуцировано (1+1). Усики самок в 1,5—1,6 раза (у самцов в 1,7—1,9) длиннее головы. Все экземпляры были собраны на водной поверхности в различных пещерах горного Крыма (Караби-яйла): Большой Бузлук, Кастере, 200 лет Симферополю, Солдатская, Гвоздецкого, Мамонтовая, Нахимовская. Находки сделаны более чем в 70 м от входа в пещеры. Название вида A. karabiensis происходит от имени массива Караби (Karabi), где была найдена типовая серия.